# Lumbrineris
Lumbrineris är ett släkte av ringmaskar som beskrevs av de Blainville 1928. Lumbrineris ingår i familjen Lumbrineridae.

## Dottertaxa tillLumbrineris, i alfabetisk ordning[1][2]
- Lumbrineris aberrans
- Lumbrineris abyssalis
- Lumbrineris abyssicola
- Lumbrineris abyssorum
- Lumbrineris acicularum
- Lumbrineris acutiformis
- Lumbrineris acutifrons
- Lumbrineris adriatica
- Lumbrineris africana
- Lumbrineris agastos
- Lumbrineris albidendata
- Lumbrineris albidentata
- Lumbrineris albifrons
- Lumbrineris amboinensis
- Lumbrineris aniara
- Lumbrineris annulata
- Lumbrineris aotearoae
- Lumbrineris aphanophthalmus
- Lumbrineris araukensis
- Lumbrineris ater
- Lumbrineris atlantica
- Lumbrineris bassi
- Lumbrineris bidens
- Lumbrineris bifilaris
- Lumbrineris bifurcata
- Lumbrineris bilabiata
- Lumbrineris bipapillifera
- Lumbrineris bistriata
- Lumbrineris biuncinata
- Lumbrineris branchiata
- Lumbrineris brasiliensis
- Lumbrineris brevicirra
- Lumbrineris caledonica
- Lumbrineris californiensis
- Lumbrineris candida
- Lumbrineris capensis
- Lumbrineris carpinei
- Lumbrineris caudaensis
- Lumbrineris cavifrons
- Lumbrineris cedroensis
- Lumbrineris chilensis
- Lumbrineris cingulata
- Lumbrineris cluthensis
- Lumbrineris coccinea
- Lumbrineris composita
- Lumbrineris contorta
- Lumbrineris crassicephala
- Lumbrineris crassidentata
- Lumbrineris crosslandi
- Lumbrineris cruzensis
- Lumbrineris debilis
- Lumbrineris dentata
- Lumbrineris descendens
- Lumbrineris duebeni
- Lumbrineris ebranchiata
- Lumbrineris ehlersii
- Lumbrineris erecta
- Lumbrineris ernesti
- Lumbrineris eugeniae
- Lumbrineris ezoensis
- Lumbrineris fallax
- Lumbrineris fauchaldi
- Lumbrineris flabellicola
- Lumbrineris floridana
- Lumbrineris fragilis
- Lumbrineris frauenfeldi
- Lumbrineris funchalensis
- Lumbrineris futilis
- Lumbrineris galatheae
- Lumbrineris gracilis
- Lumbrineris grandis
- Lumbrineris gulielmi
- Lumbrineris hartmani
- Lumbrineris hebes
- Lumbrineris hemprichii
- Lumbrineris heterochaeta
- Lumbrineris heteropoda
- Lumbrineris hibernica
- Lumbrineris homodentata
- Lumbrineris humilis
- Lumbrineris impatiens
- Lumbrineris index
- Lumbrineris indica
- Lumbrineris inflata
- Lumbrineris janeirensis
- Lumbrineris januarii
- Lumbrineris japonica
- Lumbrineris kerguelensis
- Lumbrineris knipovichana
- Lumbrineris labrofimbriata
- Lumbrineris latreilli
- Lumbrineris levinseni
- Lumbrineris ligulata
- Lumbrineris limbata
- Lumbrineris limicola
- Lumbrineris lobata
- Lumbrineris longensis
- Lumbrineris longifolia
- Lumbrineris longipodiata
- Lumbrineris lucida
- Lumbrineris luti
- Lumbrineris lynnei
- Lumbrineris macquariensis
- Lumbrineris maculata
- Lumbrineris magalhaensis
- Lumbrineris magnanuchalata
- Lumbrineris magnidentata
- Lumbrineris malaysiae
- Lumbrineris mando
- Lumbrineris maxillosa
- Lumbrineris meteorana
- Lumbrineris minima
- Lumbrineris minuscula
- Lumbrineris minuta
- Lumbrineris mirabilis
- Lumbrineris mixochaeta
- Lumbrineris monroi
- Lumbrineris moorei
- Lumbrineris mucronata
- Lumbrineris nagae
- Lumbrineris neozealaniae
- Lumbrineris nipponica
- Lumbrineris nonatoi
- Lumbrineris nuchalis
- Lumbrineris obscura
- Lumbrineris obtusa
- Lumbrineris oceanica
- Lumbrineris ocellata
- Lumbrineris oculata
- Lumbrineris orensanzi
- Lumbrineris oxychaeta
- Lumbrineris pallasii
- Lumbrineris pallida
- Lumbrineris papillifera
- Lumbrineris parvapedata
- Lumbrineris patagonica
- Lumbrineris paucidentata
- Lumbrineris pectinifera
- Lumbrineris penascensis
- Lumbrineris perkinsi
- Lumbrineris platylobata
- Lumbrineris platypygos
- Lumbrineris polydesma
- Lumbrineris pseudobifilaris
- Lumbrineris pseudofragilis
- Lumbrineris pseudopolydesma
- Lumbrineris pterignatha
- Lumbrineris punctata
- Lumbrineris quasibifilaris
- Lumbrineris quinquedentata
- Lumbrineris robusta
- Lumbrineris rovignensis
- Lumbrineris salazari
- Lumbrineris sarsi
- Lumbrineris scopa
- Lumbrineris setosa
- Lumbrineris shiinoi
- Lumbrineris similabris
- Lumbrineris simplex
- Lumbrineris simplicis
- Lumbrineris sphaerocephala
- Lumbrineris splendida
- Lumbrineris striata
- Lumbrineris testudinum
- Lumbrineris tetraura
- Lumbrineris treadwelli
- Lumbrineris trigonocephala
- Lumbrineris uncinigera
- Lumbrineris vanhoeffeni
- Lumbrineris variegatus
- Lumbrineris verrilli
- Lumbrineris versicolor
- Lumbrineris vincentis
- Lumbrineris virgini
- Lumbrineris zatsepini
- Lumbrineris zonata